# 横山村 (富山県)
横山村（よこやまむら）は、かつて富山県下新川郡にあった村。

## 沿革
- 1889年（明治22年）4月1日 - 町村制の施行により、下新川郡横山村、春日村、八幡村、藤原新村、古黒部村及び中島開の区域をもって、下新川郡横山村が発足する。
- 1953年（昭和28年）10月1日 - 下新川郡入善町、新屋村、小摺戸村、青木村、飯野村、上原村、横山村及び椚山村が合併して、下新川郡入善町を発足する。

## 歴代村長
出典→
1. 広川栄次郎（1889年6月 - 1918年8月7日）
2. 谷竜蔵（1918年9月 - 1928年1月1日）
3. 広川周造（1928年2月 - 1932年1月）
4. 佐藤忠太郎（1932年2月 - 1936年1月）
5. 曳田利作（1936年2月 - 1939年12月4日）
6. 佐藤忠太郎（1940年1月 - 1943年12月）
7. 松田増次郎（1944年1月 - 1946年12月）
8. 佐藤関一（1947年1月 - 1953年3月）
9. 亀田善吉（1953年5月10日 - 1953年9月30日）